# 网络到网络接口
在电信行业中，一个网络到网络接口（Network-to-Network Interface，简称：NNI）是一个具体指明两个网络之间的信令（signaling）和管理功能的接口。一个 NNI 电路可以被用于信令（例如 SS7）、IP（例如：MPLS），或 ATM 网络。
在基于 MPLS 或 GMPLS 的网络中，NNI 被用于核心 提供商路由器（Provider Routers，4 类或更高）。在 GMPLS 的情况下，网间互联（interconnection）的类型根据用于网间互联的 VRF （虚拟路由和转发）交换的类型的不同，可以在后到后（Back-to-Back）、EBGP（外部边界网关协议）或混合的 NNI 连接场景间变化。
- 在后到后（Back-to-Back）情况下，VRF 是必需的，用于创建 VLANs （虚拟局域网）以及后续的用于 NNI 电路的各个接口的子接口（用于以太网和帧中继网络包的 VLAN 消息头 和 DLCI 消息头）。
- 在 EBGP NNI 网间互联的情况下，P 路由器（提供商路由器）被告知如何在不创建 VLAN 的情况下，动态地交换 VRF 记录。NNI 还被用于两个 VoIP 节点之间的网间互联。
- 在混合或全啮合（full-mesh）场景中，也有可能有其它的 NNI 类型。